# Goniagnathus
Goniagnathus — род цикадок из отряда Полужесткокрылых. 

## Описание
Цикадки размером 4-6 мм. Крепкие, коренастые, слегка дорсовентрально уплощённые, с широкой и короткой головой. Окраска темно-бурая или серая. В СССР 10 видов. 
- Goniagnathus bolivari (Melichar, 1907)
- Goniagnathus brevis (Herrich-Schäffer, 1835)
- Goniagnathus caspianus Dlabola, 1961
- Goniagnathus decoratus (Haupt, 1917)
- Goniagnathus guttulinervis (Kirschbaum, 1868)
- Goniagnathus minor Kusnezov, 1928
- Goniagnathus palliatus (Lethierry, 1887)
- Goniagnathus rugulosus (Haupt, 1917) — Палеарктика.
- Goniagnathus turkestanicus Kusnezov, 1929